# إدوارد بروك (مبارز)
إدوارد بروك (31 ديسمبر 1916 – 1 نوفمبر 2002) هو مبارز بالسيف كندي راحل، مثّل بلاده في الألعاب الأولمبية الصيفية 1952.

## روابط خارجية
إدوارد بروك على موقع أوليمبيديا (الإنجليزية)
- إدوارد بروك على موقع اللجنة الأولمبية الكندية (الإنجليزية)